# Niva Branné
Niva Branné je přírodní rezervace zhruba 2,5 km ssv. od obce Branná v okrese Šumperk. Oblast spravuje AOPK ČR Správa CHKO Jeseníky. Důvodem ochrany je zachovalá dynamika korytotvorných procesů toku říčky Branná a zvláště chráněné druhy rostlin a živočichů vázané na tento typ nivního stanoviště.